# Copa d'Europa de corfbol
La Copa d'Europa de corfbol o Europa Cup és la màxima competició europea de clubs de corfbol.
La primera edició es va disputar l'any 1967 a Mitcham (Anglaterra), amb els dos primers equips classificats de les tres federacions que tenien una competició regular més forta: la neerlandesa, la belga i la britànica; a instàncies de la Federació Britànica de Corfbol. El sistema de classificació i competició es va mantenir durant nou temporades, amb una clara dominació dels equips holandesos, que van guanyar les nou edicions i van aconseguir també set subcampionats.
L'any 1976 es va introduir el primer dels canvis: el segon classificat de la lliga anglesa deixava la seva plaça al primer equip de la lliga alemanya, que en aquella ocasió va ser l'Adler Rauxel. Els equips alemanys participaven en lliga interna des del 1964 però no va ser fins aquest any que es va considerar que els equips eren prou forts com per participar en aquesta competició. Aquell any l'equip alemany va acabar cinquè, per davant del representant anglès.
Aquest campionat es jugava aleshores a tres zones i a l'aire lliure. Va ser així fins a l'any 1986.
| Copa d'Europa de Corfbol a l'aire lliure a tres zones | Copa d'Europa de Corfbol a l'aire lliure a tres zones | Copa d'Europa de Corfbol a l'aire lliure a tres zones | Copa d'Europa de Corfbol a l'aire lliure a tres zones | Copa d'Europa de Corfbol a l'aire lliure a tres zones | Copa d'Europa de Corfbol a l'aire lliure a tres zones |
| ----------------------------------------------------- | ----------------------------------------------------- | ----------------------------------------------------- | ----------------------------------------------------- | ----------------------------------------------------- | ----------------------------------------------------- |
| Any                                                   | Seu                                                   | Campió                                                | Segon                                                 | Tercer                                                |                                                       |
| 1967                                                  | Mitcham                                               | Ons Eibernest                                         | ROHDA                                                 | ATBS                                                  |                                                       |
| 1968                                                  | Anvers                                                | Blauw Wit                                             | Ons Eibernest                                         | Scaldis SC                                            |                                                       |
| 1969                                                  | Eindhoven                                             | Blauw Wit                                             | ROHDA                                                 | ATBS                                                  |                                                       |
| 1970                                                  | Croydon                                               | Ons Eibernest                                         | Blauw Wit                                             | Meeuwen                                               |                                                       |
| 1971                                                  | Anvers                                                | Ons Eibernest                                         | LUTO                                                  | Scaldis SC                                            |                                                       |
| 1972                                                  | Amsterdam                                             | ROHDA                                                 | Ons Eibernest                                         | AKC                                                   |                                                       |
| 1973                                                  | Londres                                               | Ons Eibernest                                         | Riviera KC                                            | ROHDA                                                 |                                                       |
| 1974                                                  | Anvers                                                | Ons Eibernest                                         | Riviera KC                                            | ATBS                                                  |                                                       |
| 1975                                                  | La Haia                                               | Ons Eibernest                                         | LUTO                                                  | Boeckenberg                                           |                                                       |
| 1976                                                  | Mitcham                                               | Ons Eibernest                                         | LUTO                                                  | Kwik                                                  |                                                       |
| 1977                                                  | Bochum                                                | Riviera KC                                            | PKC                                                   | Kwik                                                  |                                                       |
| 1978                                                  | Anvers                                                | LUTO                                                  | Riviera KC                                            | Kwik                                                  |                                                       |
| 1979                                                  | Papendrecht                                           | PKC                                                   | Borgerhout                                            | Schweringer KC                                        |                                                       |
| 1980                                                  | Papendrecht                                           | PKC                                                   | KV Adler Rauxel                                       | Kwik                                                  |                                                       |
| 1981                                                  | Ekeren                                                | PKC                                                   | Kwik                                                  |                                                       |                                                       |
| 1982                                                  | Nijeveen                                              | DOS'46                                                | Borgerhout                                            | KV Adler Rauxel                                       |                                                       |
| 1983                                                  | Anvers                                                | ROHDA                                                 | Borgerhout                                            | KV Adler Rauxel                                       |                                                       |
| 1985                                                  | Papendrecht                                           | PKC                                                   | Borgerhout                                            | KV Adler Rauxel                                       |                                                       |
| 1986                                                  | Anvers                                                | AKC                                                   | Fortuna                                               | KV Adler Rauxel                                       |                                                       |

L'any 1985 va començar a disputar-se la Copa d'Europa en pista coberta i a dues zones, tal com es coneix avui dia. Aquesta competició que va acabar substituint l'altra. Aquesta primera edició va comptar amb els representants de dos països nous: CLL Bourges (França) i Marbella Juventud (Espanya). Portugal va començar a participar l'any 1988, i Polònia ho va fer el 1989, augmentant el nombre d'equips participants fins a vuit. A la dècada dels 90 es van haver d'establir les rondes prèvies davant de l'augment de països, ja que la intenció era mantenir el nombre d'equips de la fase final en vuit. Així van començar a disputar-se aquests partits amb equips de Txecoslovàquia (després República Txeca i Eslovàquia), Armènia, Luxemburg, Hongria i Polònia. L'any 1996 el primer equip català va quedar eliminat a la fase prèvia, però el 1997 va organitzar i disputar la fase final. L'any 2005 també s'hi va unir Rússia, i el 2008 Grècia, Itàlia i Escòcia.
| Copa d'Europa de Corfbol en pista coberta | Copa d'Europa de Corfbol en pista coberta | Copa d'Europa de Corfbol en pista coberta | Copa d'Europa de Corfbol en pista coberta | Copa d'Europa de Corfbol en pista coberta | Copa d'Europa de Corfbol en pista coberta |
| ----------------------------------------- | ----------------------------------------- | ----------------------------------------- | ----------------------------------------- | ----------------------------------------- | ----------------------------------------- |
| Any                                       | Seu                                       | Campió                                    | Segon                                     | Tercer                                    |                                           |
| 1985                                      | Papendrecht                               | PKC                                       | Sikopi                                    | KV Adler Rauxel                           |                                           |
| 1986                                      | Bourges                                   | ROHDA                                     | AKC                                       | KV Adler Rauxel                           |                                           |
| 1988                                      | Anvers                                    | Oost Arnhem                               | AKC                                       | KV Adler Rauxel                           |                                           |
| 1989                                      | Arnhem                                    | Oost Arnhem                               | AKC                                       | KV Adler Rauxel                           |                                           |
| 1990                                      | Papendrecht                               | PKC                                       | Catbavrienden                             | KV Adler Rauxel                           |                                           |
| 1991                                      | Lisboa                                    | Sikopi                                    | Fortuna                                   | KV Adler Rauxel                           |                                           |
| 1992                                      | Saint-Etienne                             | Catbavrienden                             | Deetos                                    | KV Adler Rauxel                           |                                           |
| 1993                                      | Castrop-Rauxel                            | Deetos                                    | Catbavrienden                             | Grün-Weiss                                |                                           |
| 1994                                      | Olomouc                                   | Deetos                                    | Borgerhout                                | Grün-Weiss                                |                                           |
| 1995                                      | Debrecen                                  | ROHDA                                     | Catbavrienden                             | Grün-Weiss                                |                                           |
| 1996                                      | Crystal Palace                            | Deetos                                    | Mercurius                                 | Mitcham                                   |                                           |
| 1997                                      | Terrassa                                  | Catbavrienden                             | Oost Arnhem                               | VKC Kolín                                 |                                           |
| 1998                                      | Anvers                                    | Catbavrienden                             | Mitcham                                   | Grün-Weiss                                |                                           |
| 1999                                      | Praga                                     | PKC                                       | AKC                                       | Mitcham                                   |                                           |
| 2000                                      | Papendrecht                               | PKC                                       | Sikopi                                    | KV Adler Rauxel                           |                                           |
| 2001                                      | Terrassa                                  | Die Haghe                                 | AKC                                       | Grün-Weiss                                |                                           |
| 2002                                      | Praga                                     | PKC                                       | AKC                                       | Havířov                                   |                                           |
| 2003                                      | Anvers                                    | Die Haghe                                 | AKC                                       | Invicta                                   |                                           |
| 2004                                      | Delft                                     | Fortuna                                   | AKC/Café Bar                              | České Budějovice                          |                                           |
| 2005                                      | Saint-Étienne                             | Fortuna/Tempus                            | AKC/Café Bar                              | Benfica                                   |                                           |
| 2006                                      | Prievidza                                 | PKC/Café Bar                              | Riviera KC                                | Oryol STU                                 |                                           |
| 2007                                      | Anvers                                    | DOS'46                                    | Riviera KC                                | České Budějovice                          |                                           |
| 2008                                      | Carcavelos                                | DOS'46                                    | Boeckenberg                               | Mitcham                                   |                                           |
| 2009                                      | Zaanstad                                  | Koog Zaandijk                             | Boeckenberg                               | CC Oeiras                                 |                                           |
| 2010                                      | Herentals                                 | DOS'46                                    | Boeckenberg                               | KV Adler Rauxel                           |                                           |
| 2011                                      | Budapest                                  | Koog Zaandijk                             | Scaldis SC                                | České Budějovice                          |                                           |
| 2012                                      | Varsòvia                                  | KV TOP                                    | Boeckenberg KC                            | Trojans                                   |                                           |
| 2013                                      | Papendrecht                               | Koog Zaandijk/Hiltex                      | Boeckenberg KC                            | NC Benfica                                |                                           |
| 2014                                      | Papendrecht                               | PKC/Hagero                                | Boeckenberg KC                            | NC Benfica                                |                                           |